# 托马什·斯尔谢尼
托马什·斯尔谢尼（捷克語：Tomáš Sršeň，1966年8月25日—），生于奥洛穆茨，捷克男子冰球运动员。他曾代表捷克国家队参加1994年冬季奥林匹克运动会冰球比赛，获得第五名。